# 厚叶乌头
厚叶乌头（学名：Aconitum coriophyllum），为毛茛科乌头属下的一个植物种。